# A Fool There Was
A Fool There Was és una pel·lícula muda de la Fox dirigida per Frank Powell i que va suposar la consagració de Theda Bara com a vampira o “femme fatale”. La seva frase final “Kiss me, my Fool” va ser un dels intertítols més cèlebres de tota el període del cinema mut. El guió, inspirat en el poema "The Vampire" de Rudyard Kipling (1897) i basat en l'obra de teatre homònima de Porter Emerson Brown (1909), va còrrec a càrrec de Roy L. McCardell. Es va estrenar el gener del 1915.

## Argument
John Schuyler, un home de negocis d'èxit i molt competent, viu feliç amb la seva dona i la seva filla a Larchmont, Nova York. La vampira, una bonica sense moral i que viu només per al plaer, ha portat molts homes a la desesperació i fins i tot al suïcidi. Un dia llegeix al diari que John navegarà a Anglaterra en una missió important pel govern dels Estats Units i decideix afegir-lo a la seva llista de víctimes. Al vapor, la vampira fascina John amb el seu tarannà i aviat s'enamora d'ella desesperadament. Quan tot es fa públic, ell es nega a renunciar a ella, i en conseqüència perd la seva família i amics. Després Schuyler es converteix en un drogoaddicte i alcohòlic. Finalment, amb la força de voluntat completament derrotada, John s'arrossega a la vampira per demanar-li que l'alliberi, que deixi que s'allunyi d'ella, però ella riu i li ordena “besa’m, ximplet”. En aquell moment s'esfondra i mor. Ella, amb un somriure, aboca pètals de rosa sobre el seu cadàver.

## Repartiment
- Edward José (John Schuyler, el marit)[5]
- Theda Bara (la vampira)
- May Allison (la germana de l'esposa)
- Clifford Bruce (l'amic)
- Victor Benoit (Parmalee, la víctima anterior)
- Frank Powell (el metge)
- Minna Gale (la promesa del metge)
- Runa Hodges (el fill)
- Mabel Frenyear (l'esposa)